# 新世界百貨 (韓國)

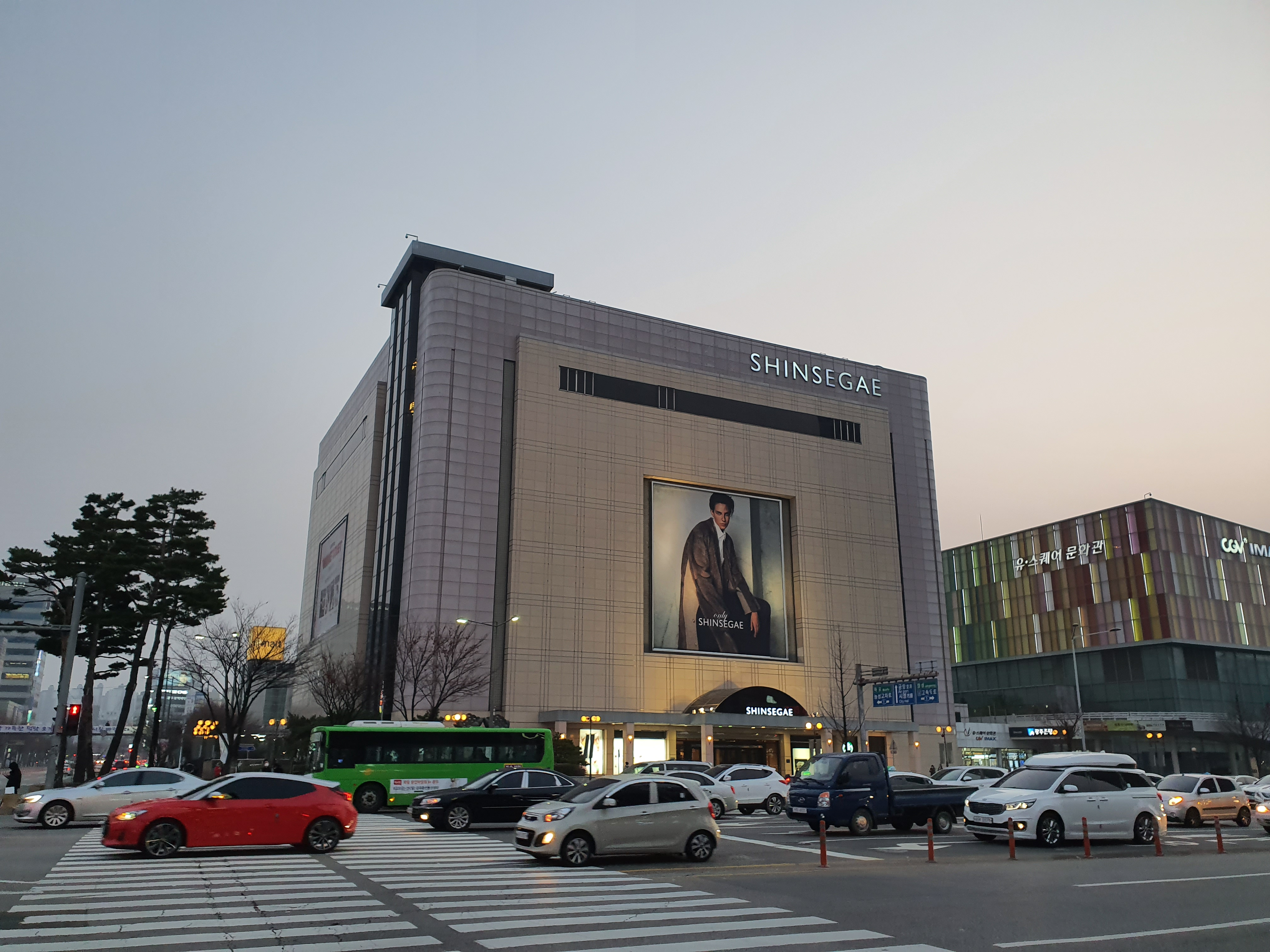
新世界百貨光州店

新世界百貨（：／）是韓國的國際大型百貨公司，在全球設有多個分店，業務包括頂級韓國美妝、百貨、物流和食品販賣等服務，總部設於首爾特別市，佔地面積超過10萬坪。為新世界集團旗下的品牌。
2020年3月6日，為了援助COVID-19疫情，新世界集團資助9,000億韓圓；其中8,000億用來提前支付中小企業3-5月商品資金，並為大邱地區的醫療人員等相關人士準備了包括口罩等衛生用品和生活必需品的3000套救助物品，展現其社會影響力。

## 歷史
- 1930年，原址為三越百貨京城店。戰後改稱「東和百貨店」。
- 1963年，併入三星集團，更名「株式會社新世界百貨店」。
- 1991年，發表脫離三星集團的相關消息，1997年正式分離。
- 2001年3月，商號「新世界百貨店」更名為「新世界」。
- 2006年9月，購下韓國沃爾瑪全國16間店鋪，自此超越樂天百貨成為南韓最大的百貨業者。

## 店舗
- 本店（首爾特別市中區忠武路）[2]
- 江南店（首爾特別市瑞草區盤浦洞）
- 永登浦店（首爾特別市永登浦區永登浦洞）
- 仁川店（仁川廣域市彌鄒忽區）
- 光州店（光州廣域市西區）
- 忠清店（忠清南道天安市東南區）
- 馬山店（慶尚南道昌原市）
- 京畿店（京畿道龍仁市水枝区）
- 新世界 CENTUM CITY（釜山廣域市海雲臺區）

## 外部連結
- 官方网站